# Хартинг, Питер
Питер Хартинг (нидерл. Pieter Harting, 1812—1885) — нидерландский естествоиспытатель.

## Биография
В 1835 году доктор медицины, в 1843 году назначен профессором микроскопической анатомии и ботаники в Утрехте, в 1857 году занял кафедру зоологии и сравнительной анатомии, в 1881 году вышел в отставку. Его научные работы касаются преимущественно строения и техники микроскопа и вопросов общего характера и касающихся как животного, так и растительного царства. 

## Публикации
- «Observationes charcae sancti viti et febris puerperalis» (1835);
- «Het Mikroskop» (2 т., Утрехт, 1848—54);
- «Recherches micromètriques sur le développement des tissus et des organes du corps humain» (Утрехт, 1845);
- «Mikroskopische voorwerpen uit beide Rijken» (Тиль, 1854);
- «Skizzen aus der Natur» (перев. с голландского, Лейпциг, 1854);
- «De voorwereildlijke Schsppingen» (Утрехт, 1857);
- «L’appareil épisternal des oiseaux» (Утрехт, 1864);
- «Recherches de morphologie synthétique sur la production artificielle de quelques formations organiques» (Утрехт, 1872);
- «Mémoire sur le genre Potérion».

Вместе с Логеманном и Любахом, Хартинг издавал «Album der Natuur» (Харлем, 1853—58).

## Эпонимы
Вид кальмаров назван в его честь Architeuthis hartingii.